# Eduard Jacobs

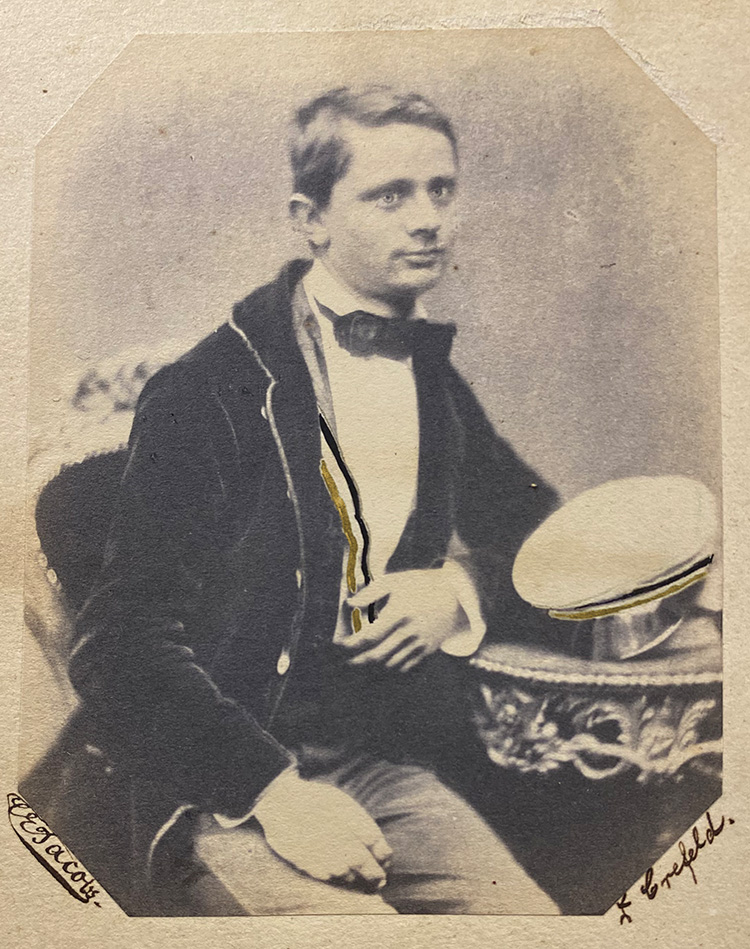
Eduard Jacobs als Wingolfit

Eduard Jacobs (* 20. Mai 1833 in Krefeld; † 25. Oktober 1919 in Wernigerode) war ein deutscher Archivar und Historiker.

## Leben
Der Sohn des Seidenfabrikanten Heinrich Anton Jacobs entstammte einem alten niederrheinischen, ursprünglich holländischen Familie. Nach dem Besuch des Gymnasiums in Cleve immatrikulierte sich Jacobs 1854 an der Universität Halle, um Theologie zu studieren. 1856 wechselte er zum Geschichtsstudium und ging nach Berlin, wo er 1859 promovierte. Während seines Studiums wurde er Mitglied des Hallenser und Berliner Wingolfs. Nach dem Abschluss des Studiums ging er in den höheren Schuldienst, doch bereits 1864 trat er in den staatlichen Archivdienst ein. Er wurde Archivsekretär am Staatsarchiv Magdeburg unter George Adalbert von Mülverstedt, zu dem sich eine enge Freundschaft entwickelte.
Auf Empfehlung Mülverstedts wurde er 1866 Archivar und Bibliothekar des Grafen Otto zu Stolberg-Wernigerode in Wernigerode am Harz (siehe Stolbergische Bibliothek Wernigerode). Diese Funktionen übte er 51 Jahre erfolgreich aus. 1917 trat er in den Ruhestand und starb zwei Jahre später. Sein Amtsnachfolger wurde der Sohn des Posener Oberbürgermeisters Wilhelm Herse.

## Werk
Jacobs war 1868 Mitbegründer des Harzvereins für Geschichte und Altertumskunde, der Zeitschrift für Kirchengeschichte der Provinz Sachsen und 1883 des Vereins für Reformationsgeschichte. Ferner war er seit ihrer Gründung Mitglied der Historischen Kommission für Sachsen und Anhalt. Als Schriftführer des Harzvereins war er für die Herausgabe dessen Zeitschrift verantwortlich, in der er unzählige Artikel publizierte. Er war korrespondierendes Mitglied des Thüringisch-Sächsischen Vereins für Erdkunde.
Jacobs wissenschaftlicher Nachlass umfasst etwa 3 lfm und wird heute am Standort Wernigerode des Landesarchivs Sachsen-Anhalt verwaltet.

## Ehrungen
- Vergabe des Straßennamens Dr.-Jacobs-Straße in Wernigerode
- Anlässlich seiner Goldenen Hochzeit ließ ihn Fürst Christian-Ernst zu Stolberg-Wernigerode porträtieren.

## Veröffentlichungen (Auswahl)
- Geschichte der evangelischen Klosterschule zu Ilsenburg nebst Mittheilungen über die Klosterschule zu Hirzenhain. Ein Beitrag zur Cultur- und Schulgeschichte des Reformationszeitalters. Förstemann, Wernigerode 1867.
- (Bearb.): Urkundenbuch des in der Grafschaft Wernigerode belegenen Klosters Drübeck vom Jahr 877–1594. Verl. der Buchh. des Waisenhauses, Halle 1874.
- (Bearb.): Urkundenbuch des in der Grafschaft Wernigerode belegenen Klosters Ilsenburg. Zwei Bände. Verl. der Buchh. des Waisenhauses, Halle 1875/1877.
- (Bearb.): Urkundenbuch der Deutschordens-Commende Langeln und der Klöster Himmelpforten und Waterler in der Grafschaft Wernigerode. Hendel, Halle 1882.
- Geschichte der in der preussischen Provinz Sachsen vereinigten Gebiete. Perthes, Gotha 1883 (1884).
- Juliana von Stolberg, Ahnfrau des Hauses Oranien-Nassau. Nach ihrem Leben und ihrer geschichtlichen Bedeutung quellenmässig dargestellt. Hendel, Wernigerode 1889.
- (Bearb.): Urkundenbuch der Stadt Wernigerode bis zum Jahre 1496. Hendel, Halle 1891.
- Heinrich Winckel und die Reformation im südlichen Niedersachsen. Verein für Reformationsgeschichte, Halle 1896.
- Rosengarten im deutschen Lied, Land und Brauch. Mit besonderer Beziehung auf die thüringisch-sächsische Provinz. Hendel, Halle 1897.
- Die Wiederherstellung des evangelischen Kirchenwesens im Erzstift Magdeburg u. im Hochstift Halberstadt durch König Gustav Adolf von Schweden im Jahre 1632. Angerstein, Wernigerode 1897.